# Chris Farlowe
Chris Farlowe, właśc. John Henry Deighton (ur. 13 października 1940 w Londynie) – brytyjski wokalista, kompozytor i autor tekstów. Znany z przeboju „Out of Time” (z repertuaru The Rolling Stones) oraz ze współpracy z zespołem Colosseum (1970–1971).

## Życiorys

### Początki
John Henry Deighton jako nastolatek słuchał piosenek Doris Day. Jego matka była pianistką, słuchała nagrań takich wokalistek jak Sarah Vaughn i Ella Fitzgerald. Gdy nastał rock and roll, John Henry Deighton zainteresował dokonaniami takich jego przedstawicieli jak: Jerry Lee Lewis i Johnny Burnette. Słuchając później takich artystów jak Bobby Blue Bland i John Lee Hooker zainteresował się bluesesem i soulem. Pod wpływem skifflowej muzyki, wykonywanej przez Lonniego Donegana złożył własny zespół John Henry Skiffle Group, z którym w 1957 roku odniósł sukces podczas londyńskiego przeglądu zespołów amatorskich.
W nawiązaniu do nazwiska amerykańskiego gitarzysty jazzowego Tala Farlowa przyjął pseudonim artystyczny Chris Farlowe. Pod koniec lat 50. stanął na czele zespołu Chris Farlowe and the Thunderbirds, w którym występowali tacy muzycy jak: Albert Lee – gitara, Dave Greenslade i Peter Solley – instrumenty klawiszowe, Rick Charman i Bugs Waddell – gitara basowa, Johnny Wise, Ian Hague, Carl Palmer – perkusja i Gerry Temple – kongi. Dał się poznać jako charakterystyczny wykonawca, obdarzony potężnym, dynamicznym głosem.

### Lata 60.

#### I połowa dekady
Na początku lat 60. zespół koncertował w Wielkiej Brytanii i Niemczech Zachodnich przechodząc stopniowo od rock and rolla do rhythm and bluesa. W 1962 roku ukazał się jego debiutancki singiel, „Air Travel”, ale nie odniósł on sukcesu. W roku następnym zespół podpisał kontrakt nagraniowy z wytwórnią fonograficzną Columbia Records, nagrywając dla niej do 1966 roku szereg singli, które, choć spotkały się z entuzjastycznym  przyjęciem krytyki, nie odniosły sukcesu komercyjnego.

#### Rok 1966
Przełomowy okazał się w karierze Chrisa Farlowe’a rok 1966. Wówczas to, z inicjatywy Andrew Loog Oldhama, od 1963 roku menedżera i producenta zespołu The Rolling Stones, przeniósł się do jego wytwórni Immediate. Nagrał dla niej singiel „Think”, spółki Jagger/Richards, który wszedł na listę The Official Chart zajmując miejsce 37. Latem natomiast nagrał największy, jak się później okazało,  przebój w swojej karierze, „Out of Time”, również z repertuaru The Rolling Stones, który zajął pierwsze miejsce na wspomnianej liście. 16 września tego samego roku Chris Farlowe pojawił się w programie Ready, Steady, Go!, w którym wykonał przebój Otisa Reddinga „Mr. Pitiful”. W tym samym roku wydał również swój debiutancki album, 14 Things to Think About, na którym znalazły się jego wersje znanych przebojów, takich jak: wspomniany już „Think”, „Summertime” George’a Gershwina, „It's All Over Now, Baby Blue” Boba Dylana, „I Just Don't Know What to Do with Myself” spółki Burt Bacharach/Hal David i „Yesterday” spółki Lennon/McCartney.

#### Koniec dekady
W 1968 roku zespół Chrisa Farlowe’a rozpadł się.

### Lata 70.
Latem 1970 roku artysta znalazł się w składzie zespołu Colosseum. Nagrał z nim 1 album studyjny i 1 koncertowy, będący największym osiągnięciem artystycznym tej formacji. W październiku 1971 roku Jon Hiseman rozwiązał zespół.
Chris Farlowe wstąpił do zespołu Atomic Rooster, z którym nagrał albumy Made In England (1972) i Nice & Greasy (1973).
Na skutek wypadku samochodowego musiał opuścić scenę muzyczną na okres 2 lat. W połowie lat 70. podjął próbę reaktywowania zespołu Thunderbirds. Nagrał ponownie w kilku wersjach swój stary przebój „Out of Time”, ale nie odniósł spodziewanego sukcesu.

### Lata 80.
W latach 80. Chris Farlowe przypomniał o sobie uczestnicząc w nagraniu solowych albumów Jimmy’ego Page’a: Death Wish II (1982, wokal w utworach: „Who's To Blame” i „Hypnotizing Ways (Oh Mamma)”) i Outrider  (1988, wokal w utworach: „Hummingbird”, „Prison Blues” i „Blues Anthem”).
Wydał poza tym kilka albumów nagranych z innymi muzykami: Olympic Rock & Blues Circus (1981, z Brianem Augerem i Pete’em Yorkiem) oraz Extremely Live at Birmingham Town Hall (1988, z udziałem takich muzyków jak: Spencer Davis, Pete York, Colin Hodgkinson, Zoot Money i Miller Anderson).

### Lata 90. i późniejsze
W kolejnych dekadach Chris Farlowe kontynuował nagrywanie nowych płyt i koncertowanie z różnymi, reaktywowanymi zespołami lat 60. i 70.. Kilkakrotnie gościł w Polsce: w 2004 roku w Teatrze im. Ludwika Solskiego w Tarnowie (z zespołem Norman Beaker Band), w 2011 na Festiwalu Legend Rocka w Dolinie Charlotty na Festiwalu Legend Rocka (z zespołem Colosseum) oraz w 2015 na VIII Suwałki Blues Festival.